# Editzy Pimentel
Editzy Pimentel, destacada deportista venezolana de la especialidad de Tiro olímpico que fue campeona suramericana en Medellín 2010 y campeona de Centroamérica y del Caribe en Mayagüez 2010.

## Trayectoria
La trayectoria deportiva de Editzy Pimentel se identifica por su participación en los siguientes eventos nacionales e internacionales:

### Juegos Suramericanos
Fue reconocido su triunfo de ser la cuarta deportista con el mayor número de medallas de la selección de  Venezuela en los juegos de Medellín 2010.

#### Juegos Suramericanos de Medellín 2010
Su desempeño en la novena edición de los juegos, se identificó por ser la décima novena deportista con el mayor número de medallas entre todos los participantes del evento, con un total de 4 medallas:

- , Medalla de oro: 10 m Tiro Pistola de Aire Mujeres
- , Medalla de oro: Tiro Deportivo Pistola 25 m Mujeres
- , Medalla de oro: Tiro Deportivo 10 m Pistola de Aire Equipo Mujeres
- , Medalla de oro: Tiro Deportivo 25 m Pistola Equipo Mujeres

### Juegos Centroamericanos y del Caribe
Fue reconocido su desempeño como parte de la selección de  Venezuela en los juegos de Mayagüez 2010.

#### Juegos Centroamericanos y del Caribe de Mayagüez 2010
Su desempeño en la vigésima primera edición de los juegos, se identificó por obtener un total de 2 medallas:

- , Medalla de plata: Pistola 25 m
- , Medalla de bronce: Pistola 10 m